# Guadalupe Lizárraga
María Guadalupe Lizárraga Hernández (Mexicali, 1965) es una escritora y periodista mexicana independiente, fundadora del medio digital estadounidense Los Ángeles Press. Sus trabajos como analista de género y temas de justicia social se han difundido en medios de España, México, Francia y Estados Unidos. Lleva más de dos décadas investigando casos de violencia contra las mujeres, corrupción y derechos humanos en América Latina. Además de realizar periodismo de investigación sobre la fabricación de culpables como lo detalla en su libro El Falso Caso Wallace, el cual ha puesto al descubierto los vínculos de figuras como Isabel Miranda de Wallace con altos funcionarios públicos de México y el crimen organizado, así como el entramado de corrupción que se vive en dicho país en la fabricación de culpables por delitos de secuestro, principalmente desde los sexenios del expresidente Felipe Calderón y su exprocurador Genaro García Luna.

## Biografía
Guadalupe Lizárraga nació en Mexicali, Baja California, y cursó sus primeros estudios profesionales en la Escuela Normal Urbana Federal Fronteriza. Posteriormente se diplomó en Análisis Politológico y en Política Pública por parte de la Universidad Nacional Autónoma de México. Ha dictado cursos y seminarios en diferentes universidades internacionales sobre comunicación, política pública, periodismo de derechos humanos, literatura con perspectiva de género y periodismo digital. Tiene estudios de Doctorado en Humanidades, por la Universidad Carlos III de Madrid, y Maestría en Periodismo por la Escuela de Periodismo de El País, de España. Se capacitó para trabajar con víctimas de violencia en zonas de conflicto por el Mental Research Institute (Palo Alto), y tiene una segunda Maestría en Psicología en Sofia University de Palo Alto.
Ha colaborado en diferentes medios nacionales e internacionales como La Opinión de Los Ángeles (EE. UU.), El País y El Digital de Madrid (España), La Jornada, El Economista, El Sol de México, Boletín mexicano de La Crisis (México).
Fundó y dirigió la revista Transición en 1996 en México, junto con el politólogo, Mauricio Sáez de Nanclares Lemus, enfocada en las transiciones políticas de Latinoamérica. Del 2007 al 2010, fue productora y conductora de los programas de Televisión por cable “Verdad y Política” y “Gestión Pública hoy”, ambos para MVS Canal 44. 

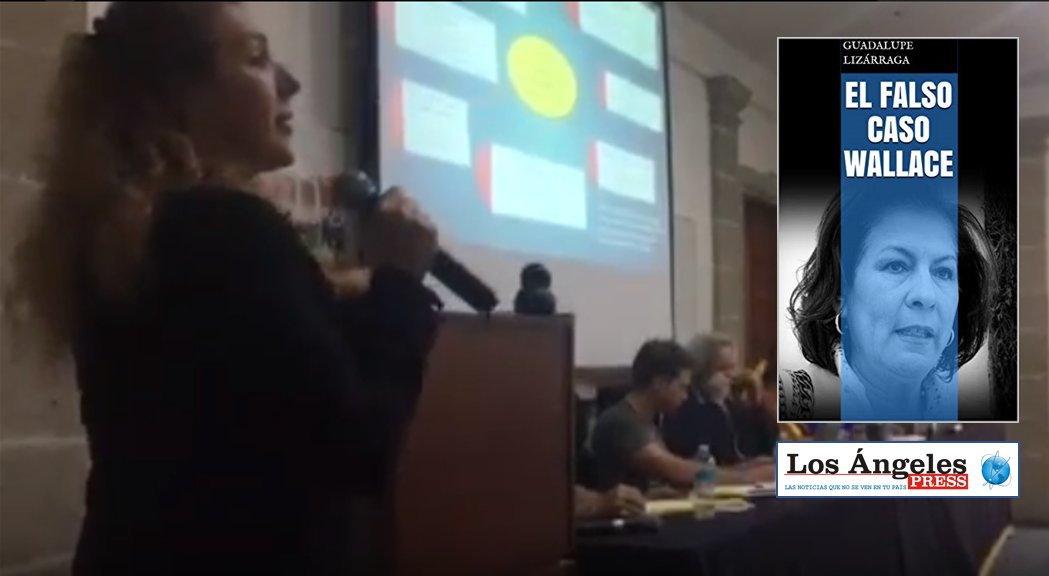

Su proyecto Los Ángeles Press de cobertura transfronteriza formó parte del programa de Periodistas Líderes digitales en español dentro de los Estados Unidos por el International Center for Journalists (ICFJ) basado en Washington D. C., y en 2012 fue Premio Nacional de Periodismo en México, por la cobertura de su corresponsal Sergio Ulises Ferrer, sobre las policías comunitarias en Guerrero. 
En España, colaboró para el El País, y la agencia feminista de noticias Ameco Press y El Digital de Madrid. En Estados Unidos, ha sido editorialista de La Opinión (Los Ángeles) y Telemundo, además de Los Ángeles Press. En México, sus artículos de opinión se han publicado en el Boletín Mexicano de La Crisis, El Economista, El Sol de México y Desde Abajo. Sus cuentos se han publicado en el diario La Jornada y en revistas literarias.
El trabajo literario de la periodista ha destacado en España con el Premio de Cuento Benferri en 2005, y ha sido reconocida en la Conferencia Global de Periodismo de Investigación en Río de Janeiro (2013) por la serie de reportajes "Mujeres guardadas en la morgue", sobre los feminicidios de Ciudad Juárez y su relación con el Cártel de Juárez. En marzo de 2017, fue seleccionada dentro de un grupo de 16 latinoamericanas por la Fundación Gabriel García Márquez para el Nuevo Periodismo Iberoamericano para hablar sobre la cobertura de la violencia hacia las mujeres en el taller sobre Mujeres líderes en la sala de redacción.

## Investigaciones
Es autora de Desaparecidas de la morgue (Casa Fuerte, 2017) una investigación periodística sobre los feminicidios de Ciudad Juárez al revelar la existencia de 233 restos de mujeres en la morgue de Juárez guardados por años, mientras las madres de las víctimas seguían buscándolas. Otra destacada investigación es El falso caso Wallace (Booknookbiz, 2018) sobre la fabricación del secuestro y homicidio del empresario mexicano Hugo Alberto Wallace, que dio poder económico y político a la madre de la supuesta víctima y mantiene en prisión a ocho personas, después de haberlas torturado para su autoincriminación.
Su medio obtuvo el Premio Nacional de Periodismo en México4 (2012), por el seguimiento a la creación de las policías comunitarias en el estado de Guerrero, investigado por su corresponsal Sergio Ulises Ferrer.5
Su publicación más reciente es la crónica sobre el recorrido escabroso por la libertad de las víctimas de tortura y encarcelamiento injusto por el falso secuestro Wallace, que ha titulado La lucha por la verdad, como segunda parte de El falso caso Wallace.

## Periodismo de riesgo

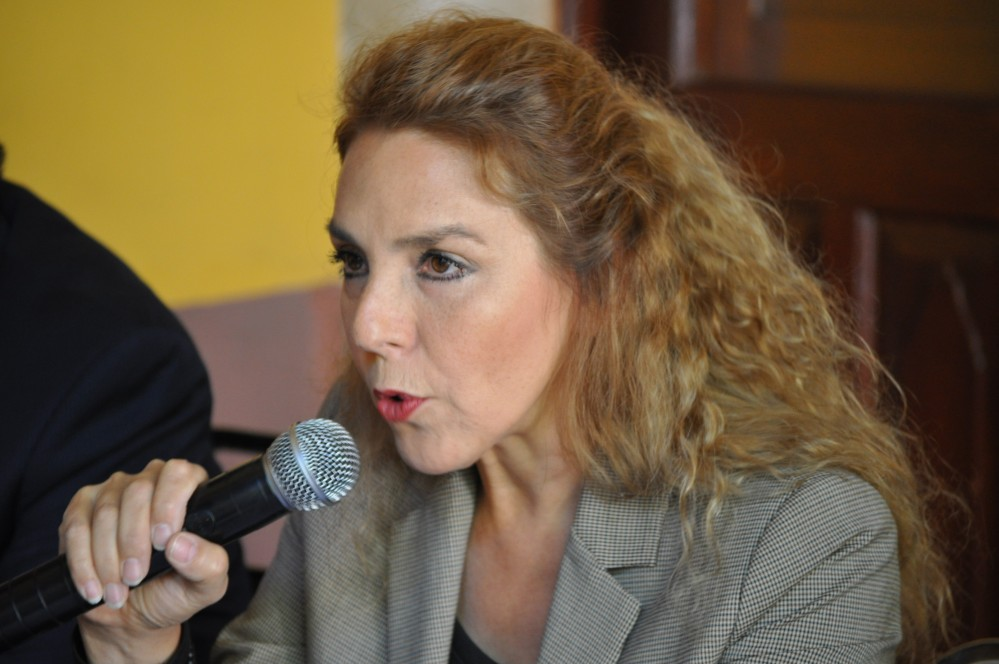
Guadalupe Lizárraga en la presentación de su libro Desaparecidas de la morgue.

Su trabajo como periodista de investigación ha sido destacado por organizaciones de derechos humanos como Amnistía Internacional España, la Liga Mexicana de Derechos Humanos y la Comisión Mexicana de Derechos Humanos. Sin embargo, en 2010, tuvo que salir de su país cuando su programa de televisión producido por MVS y Canal 44 en Mexicali fue cancelado después de transmitir un análisis sobre la guerra contra el narcotráfico emprendida por el expresidente Felipe Calderón. En 2012, volvió a ser amenazada y acosada en las redes sociales por la serie de entrevistas a la pareja homosexual del presidente de México Enrique Peña Nieto, el maestro de primaria Agustín Estrada9, torturado en 2007 y quien debió pedir asilo a Estados Unidos, lo que lo convirtió en el primer exiliado por violaciones de derechos humanos de la administración Peña Nieto.
Fue la primera periodista en revelar la detención arbitraria y fabricación de delitos a Nestora Salgado, líder comunitaria de Olinalá Guerrero, en prisión injusta desde el 21 de agosto de 2013, en la que duró dos años y medio.
Por su investigación periodística sobre El falso caso Wallace, de los que ha escrito más de cien reportajes y notas desde 2014, sobre el falso secuestro y homicidio de Hugo Alberto Wallace Miranda, hijo de Isabel Miranda Torres, ha sufrido amenazas, allanamiento de su casa, intimidaciones a su familia y dos intentos de secuestro. Uno, el 11 de noviembre de 2016, por dos agentes ministeriales de la Procuraduría General de la República que intentaron llevarla a declarar con una orden de presentación apócrifa al término de una conferencia de derechos humanos en la Universidad Autónoma de Baja California, de la ciudad de Mexicali. El segundo intento de secuestro por ministeriales fue el 27 de febrero de 2018, al salir del Tribunal Superior de Justicia. 
El 29 de abril de 2019, la periodista denunció en conferencia de prensa en el Senado mexicano la fabricación de pruebas del caso Wallace con el acompañamiento de Nestora Salgado y el padre biológico de Hugo Alberto Wallace, el doctor Carlos León Miranda.
El recorrido por difundir la verdad sobre el caso Wallace ha sido escabroso no sólo para la periodista, sino también para su hija quien sufrió un intento de secuestro en octubre de 2019, y para el corresponsal de Los Ángeles Press, Ramón Flores, quien ha recibido amenazas y acoso cibernético. 

## Libros y cuentos

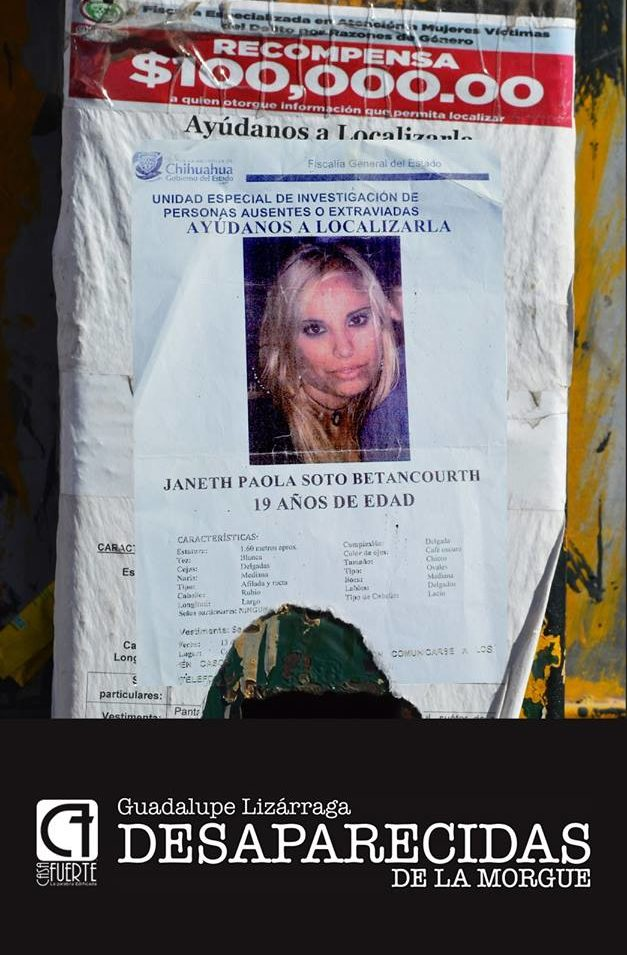
Desaparecidas de la morgue

- Disolver paradojas: las tareas pendientes de América Latina. Editorial Polis, 1995. Con Mauricio Sáez de Nanclares. Ensayo/Educación.
- Los rumbos del vacío, 2003. Novela inédita.
- Antología de amantes, 2005. Libro de cuentos.
- La red en lucha. Egobook, 2011.
- Desaparecidas de la morgue. Casa Fuerte, 2017. Periodismo de investigación.[8] México: ISBN 0692883231
- Carta a Michelle: Liberándote de mis sombras. Casa Fuerte, 2017. Los Ángeles: ISBN 9781520795331 -13 Literatura epistolar.

Cuentos publicados en el diario mexicano La Jornada:
- Rutina de mujer casada, (2002)[9]
- Xóchitl o los hombres inoportunos, (2004)[10]
- Reflexiones de una mujer madura, (2005)[11]
- Desencuentro de cadáveres, (2006)[12]
- El veredicto, en Beatriz Escalante: Atrapados en la Escuela (2009)[13]